# Jean-Remy de Chestret

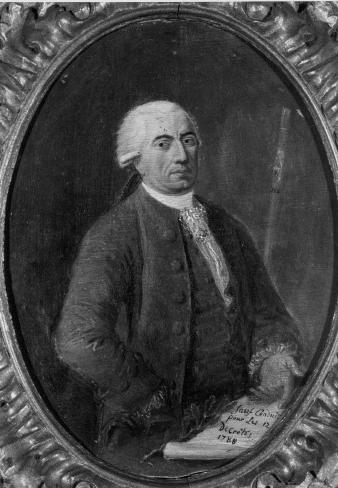
Jean-Remy de Chestret (1788)

Jean-Remy de Chestret (Luik, 1739 - Parijs, 1809) was burgemeester van Luik in 1784 en 1789. Hij was een van de leiders van de Luikse Revolutie.
Zijn vader Jean-Louis de Chestret en zijn grootvader Jean-Rémy de Chestret waren ook burgemeester van Luik, in 1751 voor de eerste en in 1720, 1745, 1747 en 1752 voor de tweede.
- International Standard Name Identifier: 0000 0003 9257 6500
- Nederlandse Thesaurus van Auteursnamen: 317328468
- Virtual International Authority File: 286648095
- WorldCat: E39PBJwmRvWkFMjvjG4wCgCG73